# Oradour-Saint-Genest
Oradour-Saint-Genest é uma comuna francesa na região administrativa da Nova Aquitânia, no departamento de Alto Vienne. Estende-se por uma área de 37,9 km². Em 2010 a comuna tinha 364 habitantes (densidade: 9,6 hab./km²).